# 梁春根
梁 春根（ヤン・チュングン、朝鮮語: 양춘근、1924年7月20日 - 2014年7月4日）は、大韓民国の陸軍軍人、政治家、実業家。参議員。
本貫は南原梁氏、号は晩済（マンジェ、만제/晩濟）。カトリック教徒。

## 経歴
日本統治時代の全羅北道南原郡出身。清州大学（現・清州大学校）法学部、陸軍士官学校、陸軍大学卒。陸軍歩兵13連隊2大隊長・8師団16連隊長・全羅北道兵事部司令官を務め、陸軍大領として予備役編入された。その後は在郷軍人会の後援を受けて第5代総選挙で参議員に当選し、国会外務国防委員を務めた。そのほか、新ハニョン住宅管理株式会社代表会長、社団法人韓国共同住宅専門管理協会（現・韓国住宅管理協会）会長を務めた。
2014年7月4日に死去。